# Manufacture Bohin
Pour les articles homonymes, voir Manufacture (homonymie).
La Manufacture Bohin est un site industriel situé sur la commune de Saint-Sulpice-sur-Risle, dans le Pays d'Ouche, dans le département de l'Orne en région Normandie. Cette manufacture regroupe l'usine de fabrication d'aiguilles et d'épingles de Bohin France, mais la partie muséographique présente aussi l’entreprise dans le cadre plus large du patrimoine immatériel, à travers les savoir-faire des « artisans de la perfection » de l'ensemble de la région, comme la dentelle d'Alençon inscrite par l'UNESCO sur la liste représentative du patrimoine culturel immatériel de l'humanité.

## Historique
Avant 1833, Pierre-Noël Bohin, père de Benjamin, est fabricant d’objets en fer et bois à L'Aigle. En 1833, Benjamin Bohin crée l’entreprise Bohin.
L’usine de Saint-Sulpice-sur-Risle (siège social actuel) est achetée en 1866. Elle comprenait à l'époque une fonderie, une tréfilerie de cuivre, une épinglerie et une aiguillerie. Reconstruite en grande partie vers 1880 par Benjamin Bohin, la tréfilerie d'aiguilles et d'épingles avait pris sa véritable dimension industrielle à partir de 1856.
L’usine de Bouviers (agrafes et aiguilles phone), où s’est installée la sculptrice Fanny Ferré, est achetée en 1893.
Un projet de musée dans l'usine est initié dans les années 2000 et aboutit en 2014, avec la collaboration des ouvriers de l'usine.
Cet ensemble industriel, qui n’a jamais cessé d’être en activité, est partiellement inscrit au titre des monuments historiques par arrêté du 2 octobre 1995 (façades et toitures de certains ateliers de fabrication, de la chaufferie, du bureau et de la conciergerie),, , , .

## Musée

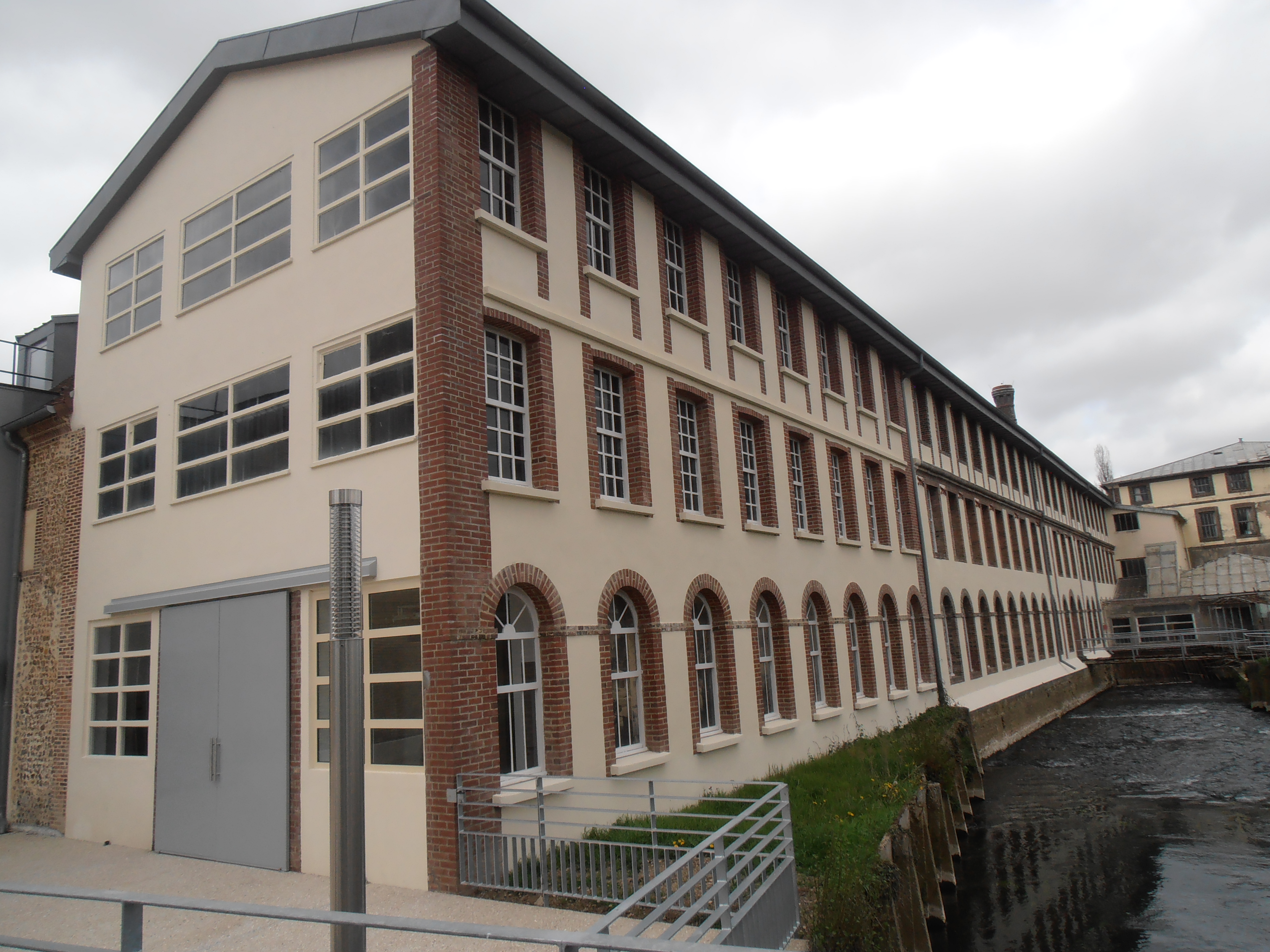
Entrée de la manufacture

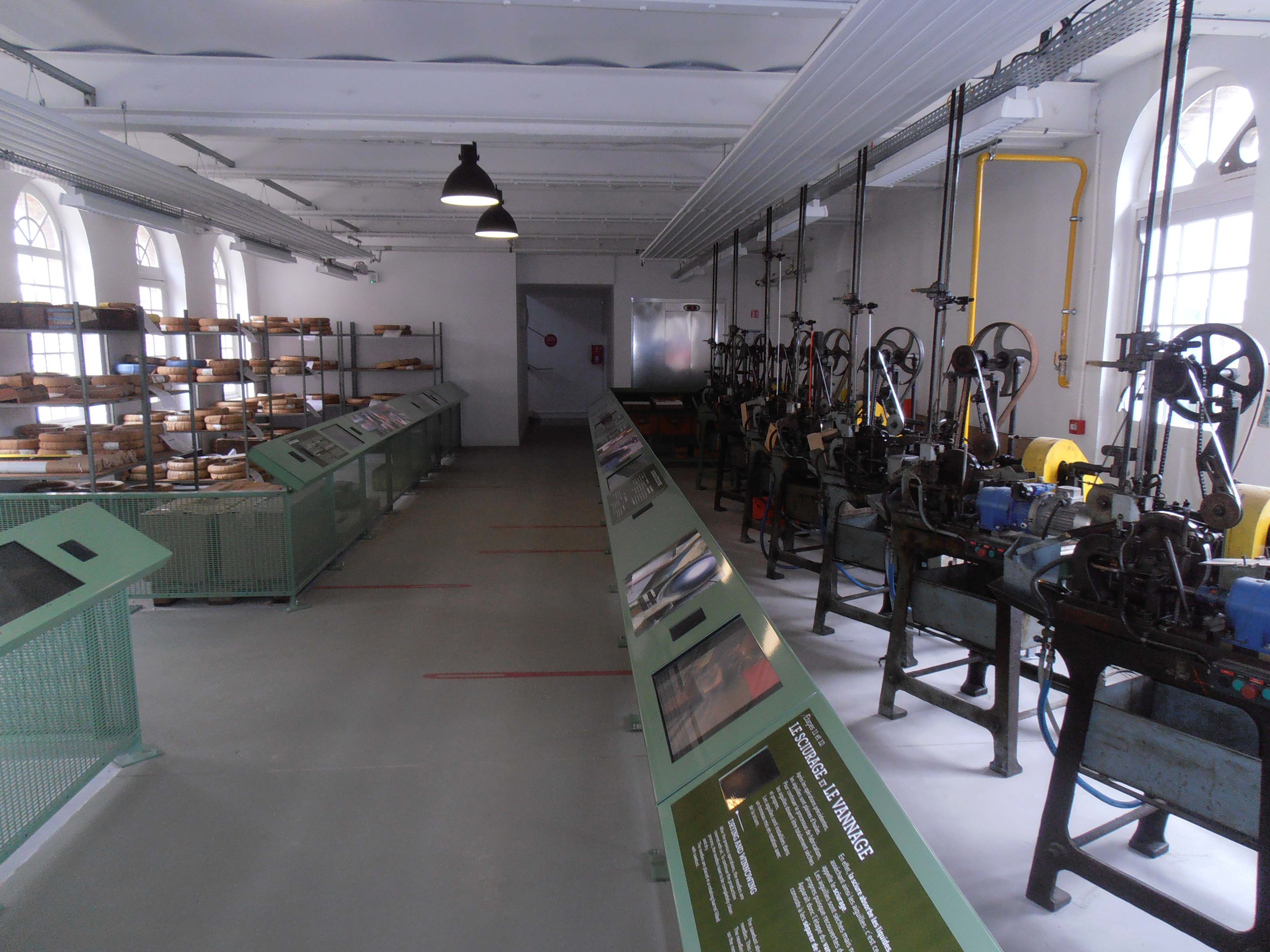
Intérieur du musée avec des machines

En 2010, le Président de la société, conscient de la richesse du patrimoine industriel de Bohin a vendu à la communauté de communes des Pays de L'Aigle et de la Marche des bâtiments de stockage en vue de développer un musée.
La maîtrise d'œuvre de la restauration des bâtiments affectés à l'espace muséographique a été assurée par l'architecte Jean-Marie Mandon, le scénographe François Confino (qui s’est illustré dans la réalisation de l’exposition universelle de Shanghaï, dans le musée Charlie Chaplin de Suisse ou encore la Cité automobile de Turin…) se chargeant du parcours intérieur.
La production reste cependant l’activité première du site : le visiteur peut découvrir les ateliers de production avec des machines en fonctionnement — pour certaines datant du XIXe siècle — grâce à un passage aménagé et protégé par un garde-corps, à quelques mètres des ouvriers.
Les concepteurs de la partie muséographique ont tenu à replacer la manufacture dans son environnement industriel historique de l’Aigle et à la fabrication d'aiguilles en Normandie,, mais la muséographie nous plonge aussi dans l’univers des entreprises d’exception et des savoir-faire qui relèvent du patrimoine immatériel : plisseur, fondeur de cloches, créatrice de fleurs artificielles en soie, dentelles, fils, produits métalliques, ciseaux Nogent,  ainsi que des artistes (Enri Foucault, Debbie Smyth) et courants artistiques autour de la mercerie, la dentelle d’Alençon…, .
La durée de la visite du musée (2 h 15) permet de découvrir neuf parties : « La galerie des métiers », « La Normandie et le contexte industriel », « Le passage aux expressions », « La vallée de la Risle », « La saga Bohin », « Le cinéma », « Rêves de Pub », « Les pochettes surprises / Les fabrications Bohin » et « Les artisans de la perfection ».
La partie muséale de l'usine a été inaugurée le 28 février 2014 et a ouvert ses portes le 4 mars.
| Plan de financement | en euros    |
| --- | ----------- |
| Fonds Friche : L’Établissement public foncier (EPF) de Normandie (EPFN), Région Basse-Normandie, communauté de communes des Pays de L'Aigle et de la Marche (CdC)                                                           | 1 374 000 € |
| Fonds Européens | 420 260 €   |
| État (Direction régionale des Affaires culturelles (DRAC), Fonds national d'aménagement et de développement du territoire (FNADT), Pôle d'excellence rurale (PER), FMM, Dotation d'équipement des territoires ruraux (DETR) | 769 002 €   |
| Fondation du patrimoine, grâce au mécénat de la Fondation Total | 200 000 €   |
| Région Basse-Normandie : Convention Territoriale et Pôle d'excellence rurale (PER) | 120 000 €   |
| Département de l'Orne | 200 000 €   |
| Électricité Réseau Distribution France (ERDF) (Certificat d'économies d'énergie) | 13 000 €    |
| Participation de la Communauté de Communes sous forme d’emprunt et paiement d’un loyer par la société de gestion SEMB (Bail emphytéotique)                                                                                  | 771 125 €   |
| Coût total des travaux | 3 867 387 € |

## Animation, expositions, manifestations
- Jeu-concours lors du salon L'Aiguille en fête[25].
- Journée « Portes ouvertes » une fois par an de l’atelier de sculptures Fanny Ferré[26].
- Grand concours d'art textile contemporain, organisé par France Patchwork. Artextures 8e édition 2016. Festival Normandie Impressionniste sur le thème "Trait Portrait" : exposition jusqu'au 10 avril 2016 de 53 œuvres autour du portrait de Benjamin Bohin. La Manufacture a été labellisée par le Festival Normandie Impressionniste et le thème 2016 étant celui du Portrait, le choix a été d’immortaliser le fondateur de l’entreprise : Benjamin Bohin[27]. Onzième édition en 2020, exposition des œuvres visible uniquement en ligne.
- Alexeïeff / Parker, montreurs d'ombres. Du 10 juin au 20 août 2017 cinéma d'animation en écrans d'épingles / en partenariat avec le Centre national du cinéma.
- Exposition temporaire sur Eymeric François, couturier d'épingles qui a accueilli plus de 4 000 visiteurs. Sa visite virtuelle reste possible.

## Note set références